# 泉州春木港
「泉州春木港」（せんしゅうはるきこう）は、1992年5月21日に発売された鳥羽一郎のシングル。

## 解説
本作は発売時に大きなヒットにはならなかったが、じわじわと売り上げを伸ばした静かなヒット曲となり「大阪もの演歌」の定番の1曲になった。大阪を歌ったヒット曲は数あるが、漁港を舞台とし主人公が漁師という曲は本作のみである。
「泉州」は岸和田市などを含む旧和泉国の別名である。「春木港」は岸和田市を流れる春木川左岸にある岸和田漁港区域の通称である。
2003年には本曲の発売10周年を記念して、春木港の戎神社横に本曲の歌碑が作られ、除幕式には鳥羽や船村徹、もず唱平も出席した。
また、2007年には鳥羽は中村美律子と共に岸和田市の初代観光大使を嘱託されている。

## 収録曲
1. 泉州春木港（5分3秒）
作詞：もず唱平／作曲：船村徹／編曲：蔦将包
2. 男の海は女の涙（4分51秒）
作詞：星野哲郎／作曲・編曲：丸山雅仁
3. 泉州春木港（オリジナル・カラオケ）
4. 男の海は女の涙（オリジナル・カラオケ）